# Brighton International 1998 - Qualificazioni singolare
Le qualificazioni del singolare  del Brighton International 1998 sono state un torneo di tennis preliminare per accedere alla fase finale della manifestazione. I vincitori dell'ultimo turno sono entrati di diritto nel tabellone principale. In caso di ritiro di uno o più giocatori aventi diritto a questi sono subentrati i lucky loser, ossia i giocatori che hanno perso nell'ultimo turno ma che avevano una classifica più alta rispetto agli altri partecipanti che avevano comunque perso nel turno finale.
Le qualificazioni del torneo Brighton International 1998 prevedevano 32 partecipanti di cui 4 sono entrati nel tabellone principale.

## Teste di serie
1. Marcello Craca (ultimo turno)
2. Oscar Serrano-Gamez (Qualificato)
3. Federico Browne (Qualificato)
4. Wayne Arthurs (ultimo turno)

1. Todd Larkham (Qualificato)
2. Grant Doyle (primo turno)
3. Charles Auffray (Qualificato)
4. Davide Scala (secondo turno)

## Qualificati
1. Charles Auffray
2. Oscar Serrano-Gamez

1. Federico Browne
2. Todd Larkham

## Tabellone

### Legenda
| - Q = Qualificato - WC = Wild card - LL = Lucky loser | - ALT = Alternate - SE = Special Exempt - PR = Protected Ranking | - w/o = Walkover - r = Ritirato - d = Squalificato |

### Sezione 1
|  | Primo turno    | Primo turno     | Primo turno     | Primo turno | Primo turno |  |  | Secondo turno | Secondo turno   | Secondo turno  | Secondo turno   | Secondo turno |   |   | Ultimo turno | Ultimo turno   | Ultimo turno | Ultimo turno | Ultimo turno |  |
|  |                |                 |                 |             |             |  |  |               |                 |                |                 |               |   |   |              |                |              |              |              |  |
|  | 1              | Marcello Craca  | Marcello Craca  | 6           | 6           |  |  |               |                 |                |                 |               |   |   |              |                |              |              |              |  |
|  |                | Lan Bale        | Lan Bale        | 2           | 2           |  |  | 1             | Marcello Craca  | Marcello Craca | 7               | 6             |   |   |              |                |              |              |              |  |
|  | Eric Taino     | Eric Taino      | Eric Taino      | 6           | 6           |  |  |               | Eric Taino      | Eric Taino     | 6               | 4             |   |   |              |                |              |              |              |  |
|  | James Davidson | James Davidson  | James Davidson  | 4           | 4           |  |  |               |                 |                |                 |               |   |   | 1            | Marcello Craca | 7            | 3            | 6            |  |
|  | Luke Milligan  | Luke Milligan   | Luke Milligan   | 6           | 6           |  |  |               |                 | 7              | Charles Auffray | 5             | 6 | 7 |              |                |              |              |              |  |
|  | David Sherwood | David Sherwood  | David Sherwood  | 2           | 1           |  |  |               | Luke Milligan   | 1              | 7               | 4             |   |   |              |                |              |              |              |  |
|  | 7              | Charles Auffray | Charles Auffray | 6           | 6           |  |  | 7             | Charles Auffray | 6              | 5               | 6             |   |   |              |                |              |              |              |  |
|  |                | Chris Haggard   | Chris Haggard   | 3           | 4           |  |  |               |                 |                |                 |               |   |   |              |                |              |              |              |  |

### Sezione 2
|  | Primo turno          | Primo turno           | Primo turno           | Primo turno | Primo turno |  |  | Secondo turno | Secondo turno        | Secondo turno        | Secondo turno    | Secondo turno    |   |   | Ultimo turno | Ultimo turno        | Ultimo turno        | Ultimo turno | Ultimo turno |  |
|  |                      |                       |                       |             |             |  |  |               |                      |                      |                  |                  |   |   |              |                     |                     |              |              |  |
|  | 2                    | Oscar Serrano-Gamez   | Oscar Serrano-Gamez   | 6           | 6           |  |  |               |                      |                      |                  |                  |   |   |              |                     |                     |              |              |  |
|  |                      | Juan Gisbert Schultze | Juan Gisbert Schultze | 2           | 3           |  |  | 2             | Oscar Serrano-Gamez  | Oscar Serrano-Gamez  | 6                | 6                |   |   |              |                     |                     |              |              |  |
|  | Lars-Anders Wahlgren | Lars-Anders Wahlgren  | 7                     | 0           | 6           |  |  |               | Lars-Anders Wahlgren | Lars-Anders Wahlgren | 1                | 1                |   |   |              |                     |                     |              |              |  |
|  | Kevin Ullyett        | Kevin Ullyett         | 6                     | 6           | 1           |  |  |               |                      |                      |                  |                  |   |   | 2            | Oscar Serrano-Gamez | Oscar Serrano-Gamez | 6            | 6            |  |
|  | Patrik Langvardt     | Patrik Langvardt      | Patrik Langvardt      | 6           | 6           |  |  |               |                      |                      | Patrik Langvardt | Patrik Langvardt | 2 | 4 |              |                     |                     |              |              |  |
|  | Ross Matheson        | Ross Matheson         | Ross Matheson         | 2           | 2           |  |  |               | Patrik Langvardt     | 3                    | 6                | 7                |   |   |              |                     |                     |              |              |  |
|  | 8                    | Davide Scala          | Davide Scala          | 7           | 6           |  |  | 8             | Davide Scala         | 6                    | 4                | 5                |   |   |              |                     |                     |              |              |  |
|  |                      | Danny Sapsford        | Danny Sapsford        | 6           | 3           |  |  |               |                      |                      |                  |                  |   |   |              |                     |                     |              |              |  |

### Sezione 3
|  | Primo turno       | Primo turno       | Primo turno       | Primo turno | Primo turno |  |  | Secondo turno | Secondo turno   | Secondo turno   | Secondo turno | Secondo turno |   |   | Ultimo turno | Ultimo turno    | Ultimo turno    | Ultimo turno | Ultimo turno |  |
|  |                   |                   |                   |             |             |  |  |               |                 |                 |               |               |   |   |              |                 |                 |              |              |  |
|  | 3                 | Federico Browne   | 6                 | 3           | 6           |  |  |               |                 |                 |               |               |   |   |              |                 |                 |              |              |  |
|  |                   | Lars Rehmann      | 3                 | 6           | 2           |  |  | 3             | Federico Browne | Federico Browne | 6             | 6             |   |   |              |                 |                 |              |              |  |
|  | Björn Phau        | Björn Phau        | Björn Phau        | 6           | 6           |  |  |               | Björn Phau      | Björn Phau      | 4             | 2             |   |   |              |                 |                 |              |              |  |
|  | Graeme Darlington | Graeme Darlington | Graeme Darlington | 1           | 3           |  |  |               |                 |                 |               |               |   |   | 3            | Federico Browne | Federico Browne | 7            | 6            |  |
|  | Jamie Delgado     | Jamie Delgado     | Jamie Delgado     | 6           | 7           |  |  |               |                 |                 | Hugo Armando  | Hugo Armando  | 5 | 2 |              |                 |                 |              |              |  |
|  | Arvind Parmar     | Arvind Parmar     | Arvind Parmar     | 3           | 5           |  |  | Jamie Delgado | Jamie Delgado   | Jamie Delgado   | 4             | 5             |   |   |              |                 |                 |              |              |  |
|  |                   | Hugo Armando      | 6                 | 4           | 7           |  |  | Hugo Armando  | Hugo Armando    | Hugo Armando    | 6             | 7             |   |   |              |                 |                 |              |              |  |
|  | 6                 | Grant Doyle       | 3                 | 6           | 6           |  |  |               |                 |                 |               |               |   |   |              |                 |                 |              |              |  |

### Sezione 4
|  | Primo turno | Primo turno   | Primo turno   | Primo turno | Primo turno |  |  | Secondo turno | Secondo turno | Secondo turno | Secondo turno | Secondo turno |   |   | Ultimo turno | Ultimo turno  | Ultimo turno | Ultimo turno | Ultimo turno |  |
|  |             |               |               |             |             |  |  |               |               |               |               |               |   |   |              |               |              |              |              |  |
|  | 4           | Wayne Arthurs | Wayne Arthurs | 6           | 6           |  |  |               |               |               |               |               |   |   |              |               |              |              |              |  |
|  |             | Justin Layne  | Justin Layne  | 4           | 2           |  |  | 4             | Wayne Arthurs | Wayne Arthurs | 6             | 7             |   |   |              |               |              |              |              |  |
|  | Nick Weal   | Nick Weal     | 2             | 6           | 6           |  |  |               | Nick Weal     | Nick Weal     | 3             | 5             |   |   |              |               |              |              |              |  |
|  | Tom Spinks  | Tom Spinks    | 6             | 4           | 4           |  |  |               |               |               |               |               |   |   | 4            | Wayne Arthurs | 3            | 7            | 3            |  |
|  | Martin Lee  | Martin Lee    | Martin Lee    | 6           | 6           |  |  |               |               | 5             | Todd Larkham  | 6             | 6 | 6 |              |               |              |              |              |  |
|  | Rhys Hanger | Rhys Hanger   | Rhys Hanger   | 3           | 3           |  |  |               | Martin Lee    | Martin Lee    | 2             | 3             |   |   |              |               |              |              |              |  |
|  | 5           | Todd Larkham  | Todd Larkham  | 6           | 6           |  |  | 5             | Todd Larkham  | Todd Larkham  | 6             | 6             |   |   |              |               |              |              |              |  |
|  |             | Colin Bennett | Colin Bennett | 2           | 4           |  |  |               |               |               |               |               |   |   |              |               |              |              |              |  |